# ژان دنیل آکپا آکپرو
ژان دنیل آکپا آکپرو (انگلیسی: Jean-Daniel Akpa-Akpro؛ زاده ۱۱ اکتبر ۱۹۹۲) یک بازیکن فوتبال اهل فرانسه است که به صورت قرضی برای باشگاه مونتزا بازی می‌کند.